# Stéphane Goubert
Stéphane Goubert (Montpeller, 13 de març del 1970) és un ciclista francès professional del 1993 al 2004. Un cop retirat, s'ha dedicat a la direcció esportiva

## Palmarès
- 1993
  - 1r al Tour del Pays Roannais
- 2002
  - 1r a Quilan

### Resultats al Tour de França
- 1999. 74è de la classificació general
- 2001. 31è de la classificació general
- 2002. 17è de la classificació general
- 2003. 31è de la classificació general
- 2004. 20è de la classificació general
- 2005. 34è de la classificació general
- 2006. 37è de la classificació general
- 2007. 27è de la classificació general
- 2008. 21è de la classificació general

### Resultats a la Volta a Espanya
- 1995. 26è de la classificació general
- 1996. Abandona
- 1998. Abandona
- 2004. Abandona (11a etapa)
- 2006. 29è de la classificació general
- 2007. 13è de la classificació general

### Resultats al Giro d'Itàlia
- 1999. 74è de la classificació general